# Johann II. (Mecklenburg-Stargard)
Johann II., Herzog zu Mecklenburg-Stargard (* vor 1370; † zw. 6. Juli und 9. Oktober 1416) war von  1392/1393–1416 Herzog zu Mecklenburg, ab seit 1408 Herr zu Mecklenburg-Stargard, Sternberg, Friedland, Fürstenberg und Lychen.

## Familie
Er war das älteste Kind aus der dritten Ehe des Herzogs Johann I.,  und dessen Frau Agnes.

## Biographie
Johann II. wurde wahrscheinlich vor 1370 geboren und regierte erst gemeinsam mit seinen Brüdern Ulrich I. und Albrecht I.  († 1397).
Er unterstützte seinen Cousin Albrecht III. bei der Durchsetzung seine Ansprüche als schwedischer König. Er agierte hier wahrscheinlich auch als Anführer der Vitalienbrüder.

„Die Deutschen hatten 900 Schützen; der Anführer hieß Enis, ein Deutscher, Verwandter Albrechts; ein anderer hieß 'Maekingborg', ebenfalls ein Verwandter Albrechts.“

Sehr wahrscheinlich handelte es sich bei jenem „Maekingborg“ um den Johann II., und bei „Enis“ um Johann IV. von Schwerin.
Im Jahr 1408 teilte er mit seinem Bruder Ulrich das Land und bekam Sternberg, Friedland, Fürstenberg und Lychen. Ersteres machte er zu seiner Residenz. Er ist auch in Sternberg beerdigt, wo er wahrscheinlich auch gestorben ist.  Er war mit Katharine (Wilheida), Tochter des Großfürsten Algirdas (Olgierd) von Litauen verheiratet, welche er 1388 heiratete.

## Nachkommen
1. Agnes, († 1467) ⚭ Otto II. von Pommern
2. Johann III., Herzog zu Mecklenburg-Stargard, Herr zu Sternberg (1417–1438)
3. Anna (1390–1467), Äbtissin in Kloster Ribnitz 1423–1467

## Weblink
- Stammtafel des Hauses Mecklenburg